# پایگاه هوایی دریایی فالکن‌بورخ
پایگاه هوایی دریایی فالکن‌بورخ (به انگلیسی: Valkenburg Naval Air Base) (به زبان بومی: Vliegkamp Valkenburg) یک فرودگاه نظامی با کد یاتا LID است که یک باند فرود بتن و آسفالت دارد و طول باند آن ۲۴۴۰ متر است. این فرودگاه در شهر لیدن کشور هلند قرار دارد و در ارتفاع ۰ متری از سطح دریا واقع شده است.